# The Killer Bride
The Killer Bride  es un drama televisivo filipino de terror gótico de 2019 protagonizado por Maja Salvador , Janella Salvador , Joshua García y Geoff Eigenmann . La serie se emitió en el bloque nocturno Primetime Bida de ABS-CBN y en todo el mundo a través de The Filipino Channel del 12 de agosto de 2019 al 17 de enero de 2020, reemplazando a Sino ang Maysala?: Mea Culpa y fue reemplazada por A Soldier's Heart .
Está protagonizada por Joshua Garcia, Janella Salvador, Geoff Eigenmann y Maja Salvador.

## Sinopsis
Las Espadas es una ciudad supersticiosa que ha sido perseguida por el fantasma de The Killer Bride durante años. La mayoría de los residentes tienen historias de encontrarse con Camila Dela Torre, la mujer en 1999 que, justo antes del día de su boda, "mató" y fue encontrada por su prometido con un vestido de novia y un velo sangrientos a juego. En su juicio por asesinato, Camila le ruega al tribunal que la acusen injustamente, pero finalmente es rechazada por su propia y rica familia y prometido, Vito dela Cuesta, quien testifica en su contra. Después de dar a luz a una hermosa niña en prisión, un repentino incendio repentino abarca toda la instalación de la prisión. Llorando, desesperada e incapaz de localizar a su hija recién nacida, sus últimas palabras se vengan de cada persona que la acusó falsamente, todo mientras su cuerpo ardía en llamas.
Pasan 18 años y la leyenda urbana se funde cuando un grupo de adolescentes encabezados por Elias Sánchez vuelve a contar la historia de Camila. En broma, afirman que el día del eclipse de Luna de sangre, el fantasma de Camila poseerá un nuevo cuerpo y comenzará su voto de venganza. Como si cumpliera la profecía, una niña de la nada, Emma Bonaobra se muda a la ciudad. Consiguiendo un trabajo como cosmetóloga funeraria de la ciudad, le cuentan la historia de La novia asesina, pero no la cree. Miren, Emma se despierta poseída, chocando con el evento de la gran fiesta de su familia alegando que ella es la Camila, la novia asesina. Todo el pueblo comienza a cuestionar sus motivos. ¿Es esta una crónica inquietante que conecta a las familias rivales Dela Torre vs. Dela Cuesta que lucharon por la tierra y la política o es simplemente una historia de la novia asesina destinada a maldecir la ciudad?

## Elenco

### Elenco principal
- Joshua Garcia como Elias Sanchez
- Janella Salvador como Emma Bonaobra
- Geoff Eigenmann como Vito Dela Cuesta
- Maja Salvador como Camila Dela Torre / Alba Almeida

### Elenco secundario
- Malou de Guzman como Marichu "Manay Ichu" Sagrado
- Lara Quigaman como Alice Dela Torre
- Cris Villanueva como Luciano Dela Torre
- James Blanco como Juan Felipe Dela Torre
- Jobelle Salvador como Antonia Dela Cuesta
- Aurora Sevilla como Guada Dela Torre
- Viveika Ravanes como Ornusa
- Ariella Arida como Tatiana Dela Torre
- Mara López como Agnes Sagrado
- Sam Concepción como Luis Dela Torre
- Alexa Ilacad como Luna Dela Cuesta
- Neil Coleta como Intoy
- Pepe Herrera como Iking
- Pamu Pamorada como Tsoknat
- Keanna Reeves como Ingrid
- Loren Burgos como Tessa Dela Cuesta
- Eric Nicolas como Aran
- Vivoree Esclito como Mildred
- CK Keiron como Mario
- Soliman Cruz como Andrés Sagrado
- Melizza Jiménez como Sonya
- Miko Raval como Fabio Serrano